# قوانین انتشار قباحت
قوانین انتشار قباحت (به انگلیسی: Obscene Publications Acts) مجموعه‌ای از قوانین مربوط به فحشا موسوم به «قوانین انتشار قباحت» بود که به کنترل موضوعاتی که در کشورهای انگلیس و ولز انتشار می‌یافت می‌پرداخت. تعریف کلاسیک از جرم قباحت زمانی است که آن جرم تمایل به تخریب و فساد دارد و توسط حقوقدان الکساندر کاکبرن در سال ۱۸۶۸ میلادی تعریف شده‌است.